# Cemoro Lawang
Koordinaten: 7° 55′ S, 112° 58′ O

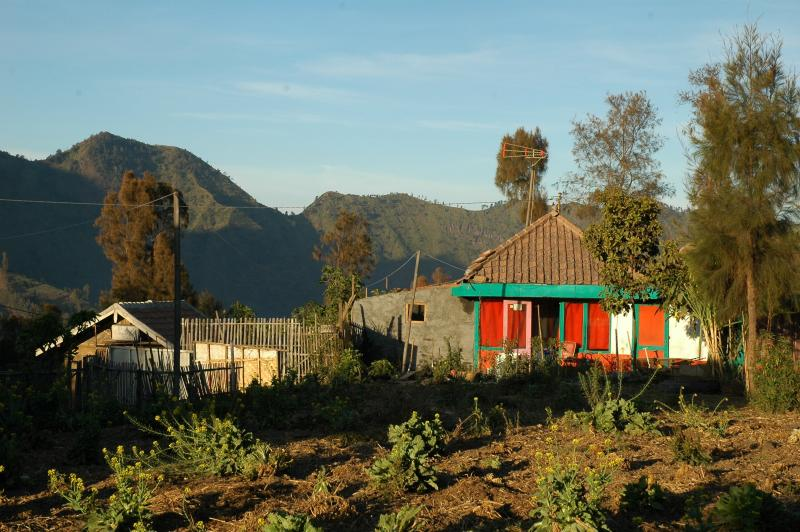
Gehöft am Ortsrand

Cemoro Lawang, auch Cemorolawang, Cemora Lawang, Cemara Lawang, ist ein kleines Dorf (indonesisch dusun) in der Gemeinde (desa) Ngadisari im Regierungsbezirk (kecamatan) der Stadt Probolinggo im Osten der indonesischen Insel Java.
Cemoro Lawang liegt auf einer Höhe von 2217 Metern nordöstlich des Vulkans Bromo. Der Ort verfügt über mehrere Hotels und Pensionen und ist als Basis für morgendliche Bergbesteigungen auf den Bromo bekannt. Es gibt einen Aussichtspunkt auf die Berge Batok und Bromo. Viele Touristen kommen aus der nördlich gelegenen Stadt Surabaya, andere kommen aus Bali.